# Noble Okello
Noble Okello Ayo (ur. 20 lipca 2000 w Toronto) – kanadyjski piłkarz pochodzenia ugandyjskiego występujący na pozycji defensywnego lub środkowego pomocnika, reprezentant Kanady, od 2025 roku zawodnik amerykańskiego Phoenix Rising.